# Esther Rantzen

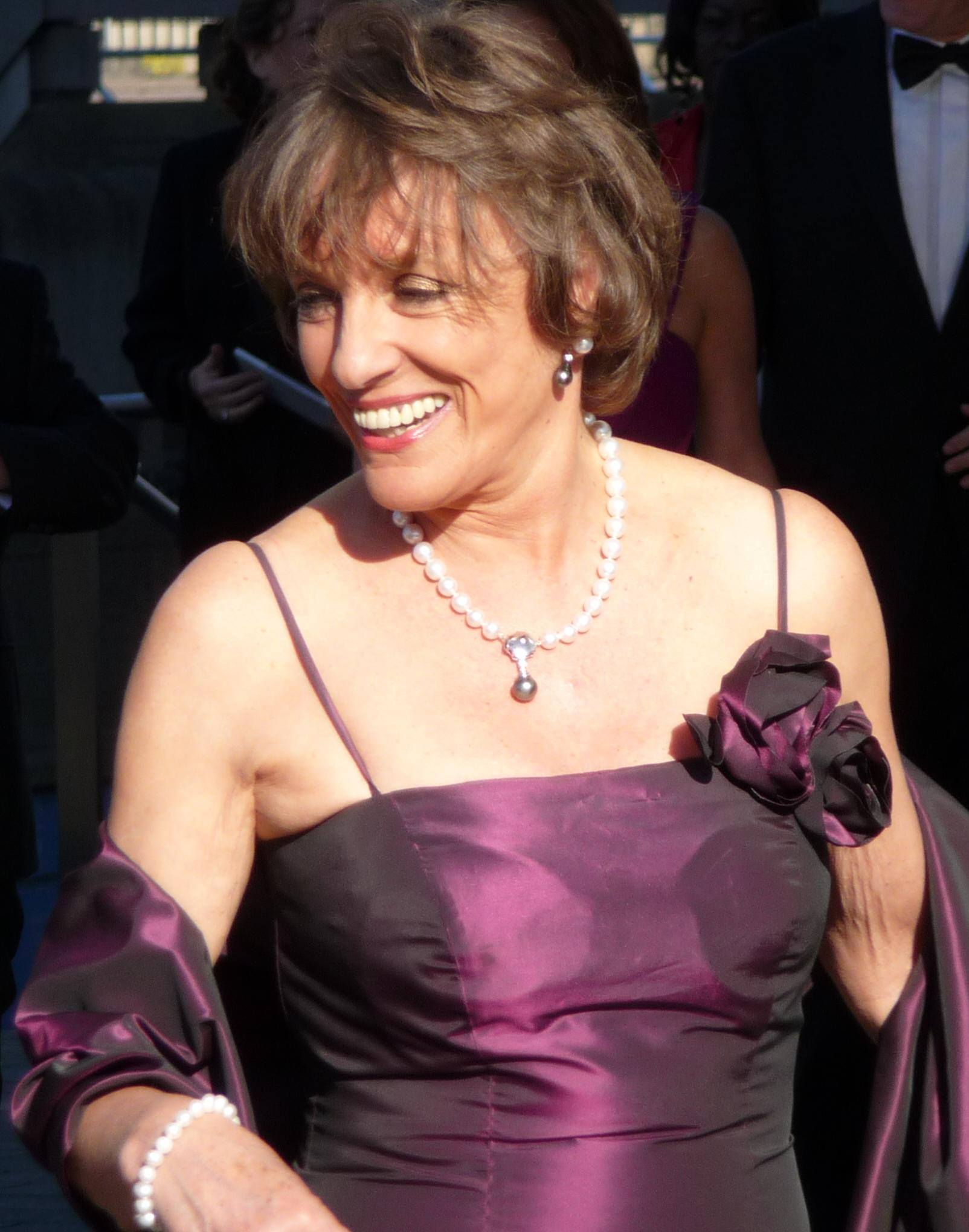
Esther Rantzen

Dame Esther Louise Rantzen (Berkhamsted, 22 juni 1940) is een Britse journaliste en televisiepresentatrice die diverse praatprogramma's heeft gepresenteerd en zich inzet voor liefdadigheid. Ze is tevens de oprichtster van ChildLine, een hulplijn voor misbruikte en mishandelde kinderen.

## Carrière

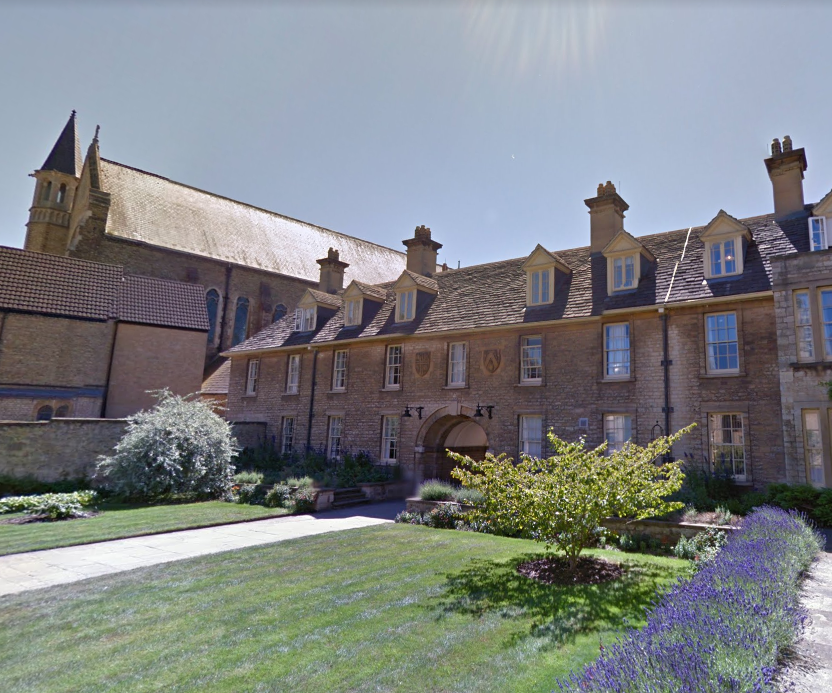
Somerville College, Oxford, waar Rantzen studeerde.

Esther Rantzen studeerde Engels aan Somerville College, Oxford en trad er bij de theatervereniging op, waarna ze bij de BBC aan de slag ging als studiomanager van de radio. Medio jaren zestig was ze een van de reporters van de geruchtmakende documentairereeks Man Alive op BBC 2.
In 1973 kreeg Rantzen haar eigen programma, That's Life!, dat zich aanvankelijk op consumentenbescherming richtte. Het programma liep 21 jaar, tot 1994, en groeide tot het populairste Britse televisieprogramma uit, met kijkcijfers van 18 miljoen. Over de jaren heen evolueerde de thematiek naar algemeen-maatschappelijke onderwerpen en ethische vraagstukken, maar de show begon ook steeds excentriekere humoristische niche-onderwerpen op te nemen.
Childwatch was het programma dat Rantzen in 1986 presenteerde op BBC 1, naar aanleiding van een verwaarloosde baby die opgesloten en verhongerd was. Gedurende 48 uur opende de BBC een hulplijn voor mishandelde kinderen, die overspoeld werd met oproepen. Daar een dergelijke dienst echter te duur was om permanent te onderhouden, was de inrichting van een groen nummer noodzakelijk, hetwelk uiteindelijk van de BT-groep verkregen werd. Het principe van een hulplijn voor kinderen is sedertdien wereldwijd gekopieerd.
In 1991 werd zij onderscheiden met de benoeming tot Officier in de Orde van het Britse Rijk voor haar diensten aan de televisie, wat in 2006 werd zij bevorderd tot Commandeur in dezelfde orde voor haar inzet voor kinderbescherming. Voorts ontving zij een lange rij onderscheidingen van de media-industrie, alsmede eredoctoraten van het Southampton Institute, de London South Bank University en de Portsmouth University.
Van 1996 tot 2002 had Esther Rantzen haar eigen talkshow, Esther, die tweemaal voor een BAFTA werd genomineerd. Sinds de dood van haar echtgenoot voert ze tevens campagne voor betere palliatieve zorgen.
Op 26 mei 2009 kondigde ze aan dat ze zich verkiesbaar zou stellen voor Luton South, indien de door het onkostenschandaal van Westminster in opspraak gekomen Margaret Moran opnieuw zou opkomen. Moran trad af, en Rantzen gaf ter kennis dat ze nog steeds overwoog om op te komen bij de verkiezingen.

## Privéleven
Esther Rantzen is van joodse afstamming en haar familie kwam oorspronkelijk uit Warschau, zoals bleek uit haar deelname aan Who Do You Think You Are?. In 1968 had ze een affaire met filmregisseur Desmond Wilcox, die haar baas bij de BBC was en getrouwd met haar vriendin, die eveneens aldaar werkte. In 1977 huwden ze met elkaar. Desmond Wilcox bekeerde zich later tot het jodendom, waarop ze in 1999 joods huwden. Wilcox stierf in 2000 na een slepende hartziekte; elk jaar reikt Rantzen de speciale prijs uit voor vrijwilligers van de liefdadigheidsinstelling Hearing Dogs for Deaf People, Desmond Wilcox Award genaamd.